# Portada/article novembre 25

## Henri Matisse
Henri Matisse (Le Cateau-Cambrésis, 31 de desembre de 1869 – Niça, 3 de novembre de 1954) fou un pintor, escultor i dissenyador francès que va destacar per un ús característic del color i per un dibuix fluid, brillant i original. Com a dibuixant, gravador i escultor, però principalment com a pintor, Matisse és un dels artistes més importants de l'art modern. Tot i que és considerat com el màxim representant del fauvisme, estil que conreà el seus primers anys, també ha estat aclamat com un dels representants de la tradició clàssica de la pintura francesa.